# Pseudagrion camerunense
Pseudagrion camerunense – gatunek ważki z rodziny łątkowatych (Coenagrionidae).